# Grigorij Mihajlovič Bobrovskij
Grigorij Mihajlovič Bobrovskij (in russo Григорий Михайлович Бобровский?; Vicebsk, 17 novembre 1873 – Leningrado, 1942) è stato un pittore sovietico.

## Biografia
Nato a Vitebsk, in Bielorussia, nel 1873, Bobrovskij compie il proprio tirocinio artistico presso l'Accademia delle Belle Arti di San Pietroburgo, dove studia dal 1893 al 1900 nell'atelier di Ilja Repin (1844-1930). All'Accademia, inoltre, Bobrovskij diviene amico di Arkady Rylov (1870-1939): fra i due si formerà un sodalizio artistico e spirituale che li porterà a eseguire in collaborazione alcune opere. Uscito dall'Accademia, Bobrovskij entra a far parte nel 1901 dell' "Associazione dei Pittori Russi" e poi nel 1909 della "Nuova Associazione dei Pittori". Nel frattempo, a partire dal 1905, insegna alla OPKH (la scuola di disegno dell'Associazione degli Artisti). Già affermato e riconosciuto (esponeva dal 1899), partecipe del fervore culturale e artistico che attraversava la Russia nei primi anni del Novecento, Bobrovskij aderisce nel 1910 all' "Unione dei Pittori Russi", esponendo in tutte le mostre e promuovendo nuovi talenti, mentre fra il 1911 e il 1917 prende parte alle esposizioni del "Mondo dell'Arte" (il movimento organizzato da Sergej Djagilev, l'impresario dei "Ballets Russes", che fece da ponte culturale fra la Russia e il resto dell'Europa); vince tra l'altro due medaglie d'oro alle esposizioni internazionali di Monaco nel 1911 e nel 1913. Nel 1915 Bobrovskij è in Italia, dove dipinge una serie di scene napoletane. L'anno dopo riceve il titolo di Accademico delle Belle Arti ed entra nel "Gruppo dei Sedici", che è un'emanazione del "Mondo dell'Arte". La Rivoluzione del 1917 e gli eventi che ne scaturirono incidono profondamente anche sulla vita e l'attività di Bobrovskij: fra il 1921 e il 1923 insegna al Vchutemas, che fu il primo laboratorio delle avanguardie artistiche sovietiche, ma durante gli anni venti continua anche a dipingere paesaggi e partecipa, nel 1924, alla grande mostra d'arte russa a New York. Le riforme della Nuova Politica Economica (NEP), infatti favorirono l'espansione di un ceto borghese e imprenditoriale refrattario ai messaggi delle avanguardie e il cui gusto propendeva ancora per la pittura da cavalletto di stampo oggettivo e descrittivo. Grazie a tale committenza, pittori come Bobrovskij furono in grado di continuare a lavorare ascoltando la propria sensibilità, senza doversi adattare ai canoni imperanti. Ma nel decennio successivo questa libertà artistica fu soppressa dal regime stalinista, che impose il canone del realismo socialista. Così negli anni Trenta Bobrovskij esegue soprattutto quadri di carattere storico. Muore nel 1942 a Leningrado, dove cinque anni dopo, viene allestita una sua personale. Oggi molte delle sue opere si trovano nel Museo dell'Arte Russa di San Pietroburgo, Krasnodar, Riga, Astrachan.

## Opera
Paesaggi, ritratti, scene di vita quotidiana nei campi o in famiglia: l'intera opera di Bobrovskij è la biografia della Russia nei primi anni del XX secolo. Si tratta di una biografia intima, lirica, che accoglie in sè i grandi interrogativi sulla natura, sul tempo, sull'uomo. Quello di Bobrovskij è un verismo arricchito e vivificato dall'idillio con il paesaggio naturale o dalla nostalgia e dal ricordo. Nostalgia che non si riduce a sterile narcisismo ma, come scrive Vladimir Odoevsky, rappresentano "L'aspirazione ad elevarsi e ad elevare l'umanità, affinché condivida con il pittore il mondo reale". Gli elementi che maggiormente spiccano nel realismo romantico di Bobrovskij sono la visione meno ampia della realtà e la traduzione di quest'ultima in forme pittoriche più ricche. I quadri di Bobrovskij, infatti, sono intrisi di un lirismo prossimo all'individuo e alla sua quotidianità, che non pregiudica però l'affermazione convinta e serena di valori morali e di preoccupazioni sociali nella descrizione poetica della vita del popolo russo. La comune realtà viene trasfigurata attraverso una pittura brillante, di un livello eccezionale per le sue qualità decorative, in cui soggetti di grande effetto sono rappresentati con una robusta concretezza di forme e con una purezza e ricchezza di colore davvero esaltanti, capaci di tradurre sulla tela le impressioni provenienti dalla natura e le inquietudini spirituali del tempo. Così l'arte di Bobrovsky, assieme a quella dell'amico fraterno Rylov, incarna benissimo quel risveglio di bellezza che è l'essenza del romanticismo puro caratteristico dell'arte russa del primo Novecento. 

## Galleria d'immagini

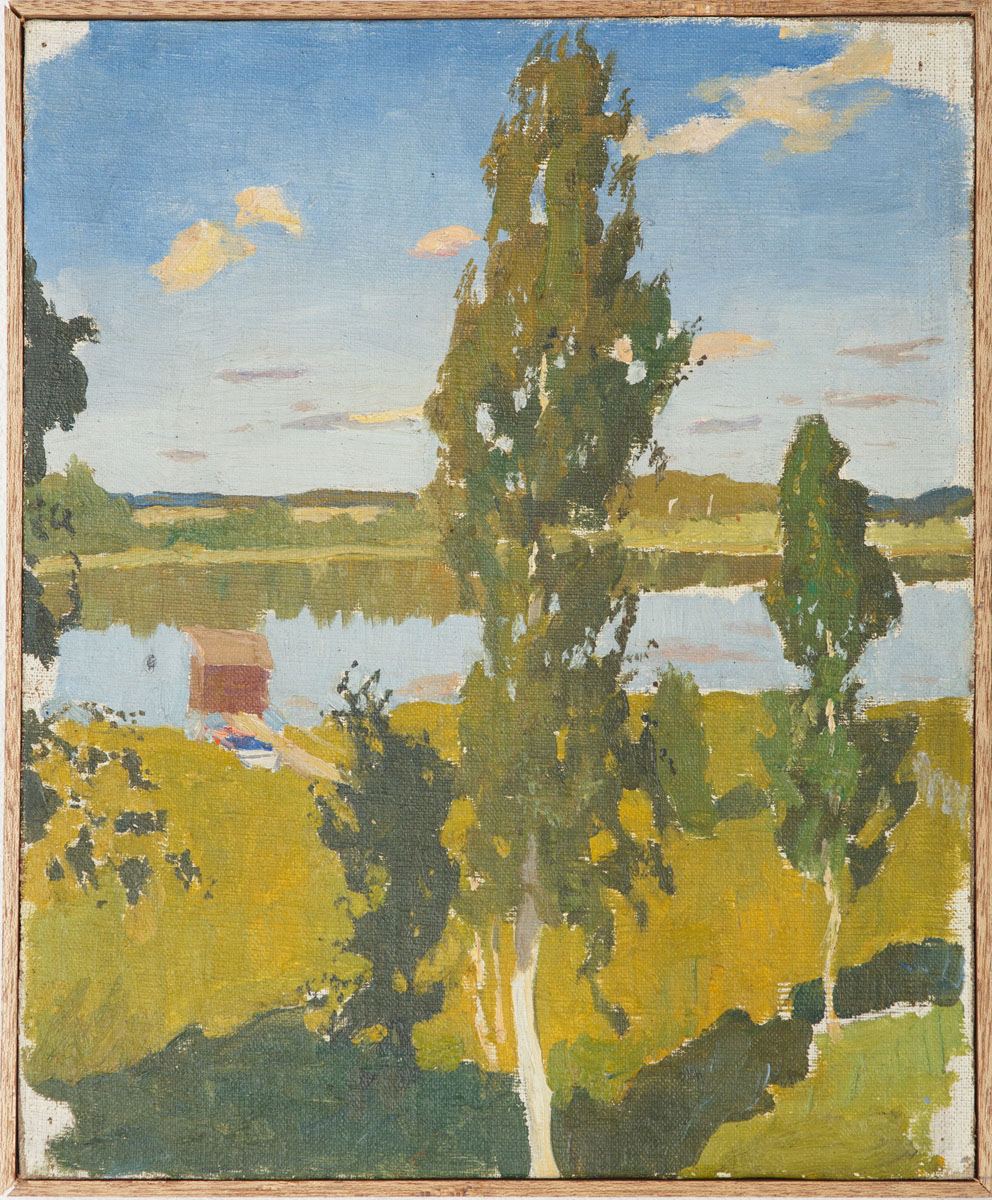
Paesaggio fluviale (1909)
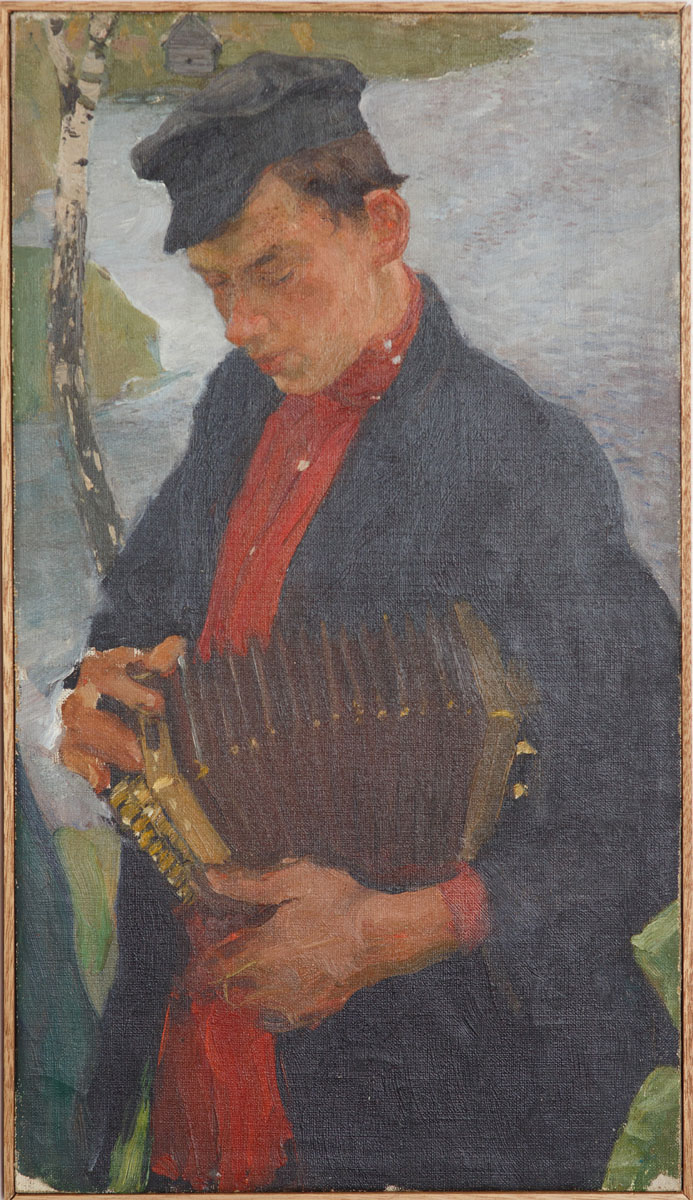
Suonatore di fisarmonica (1912)
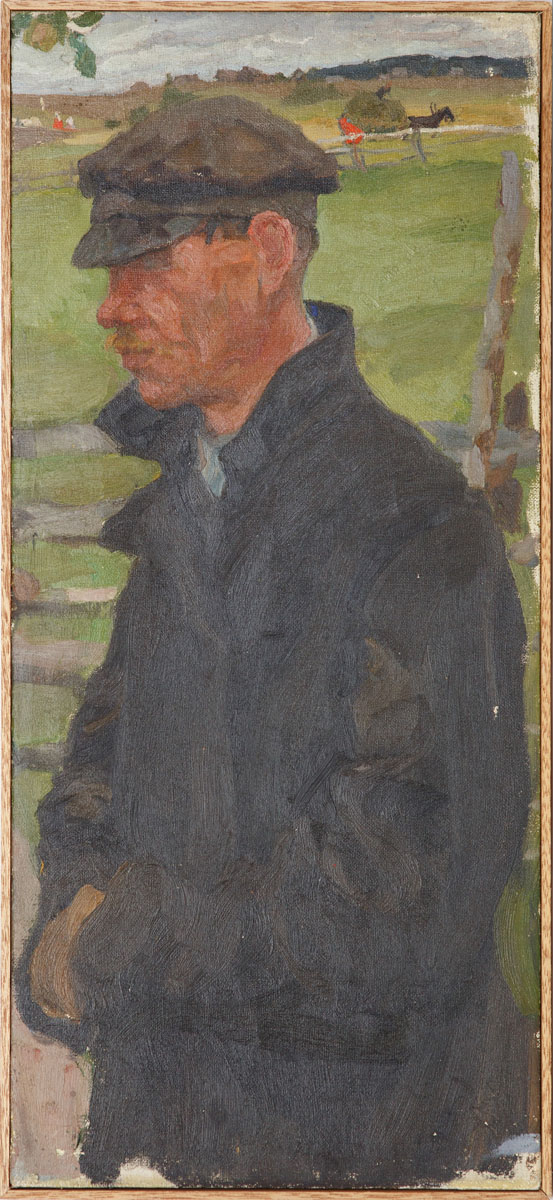
Contadino (1912)
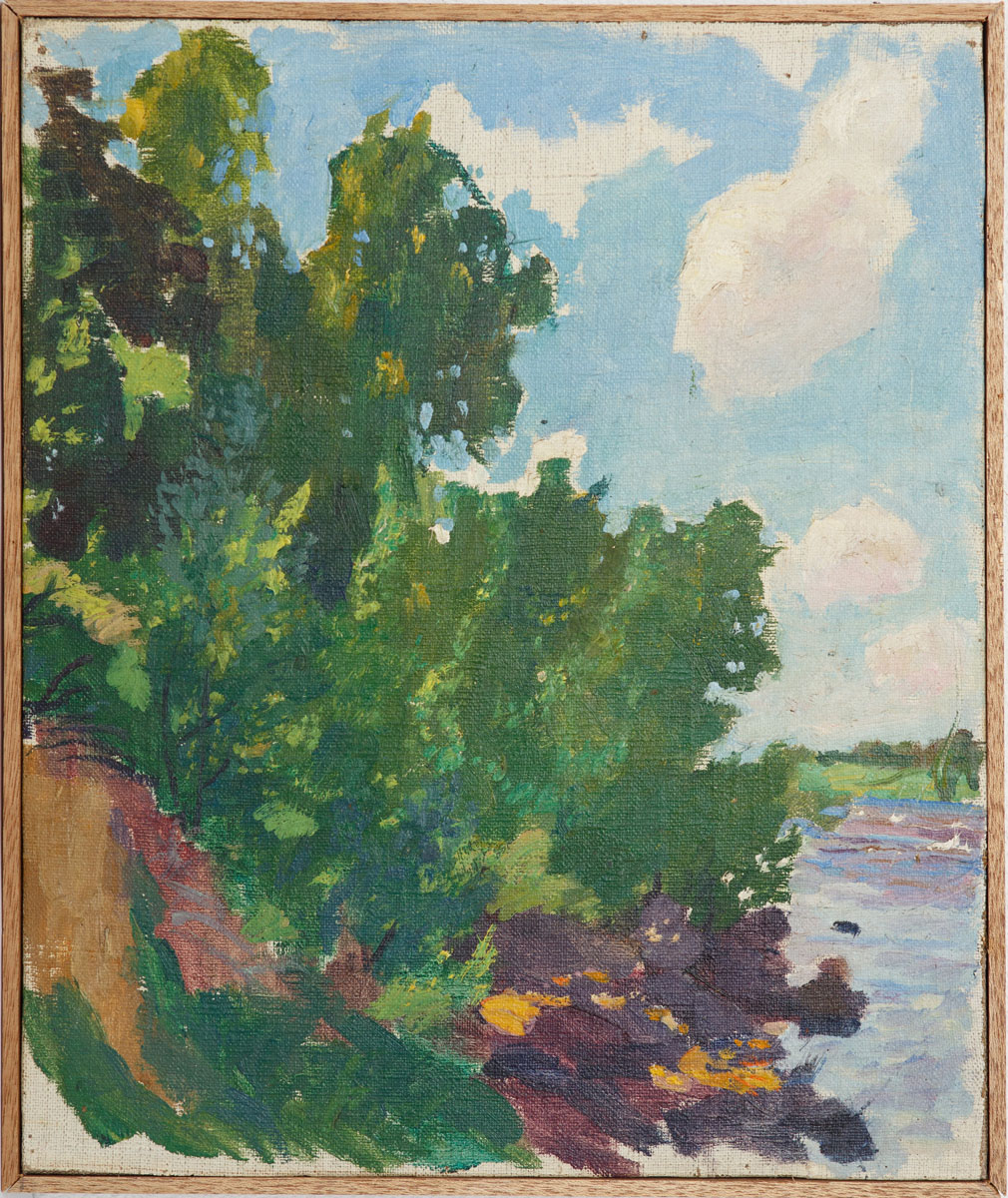
Paesaggio (In riva al fiume) (1906)
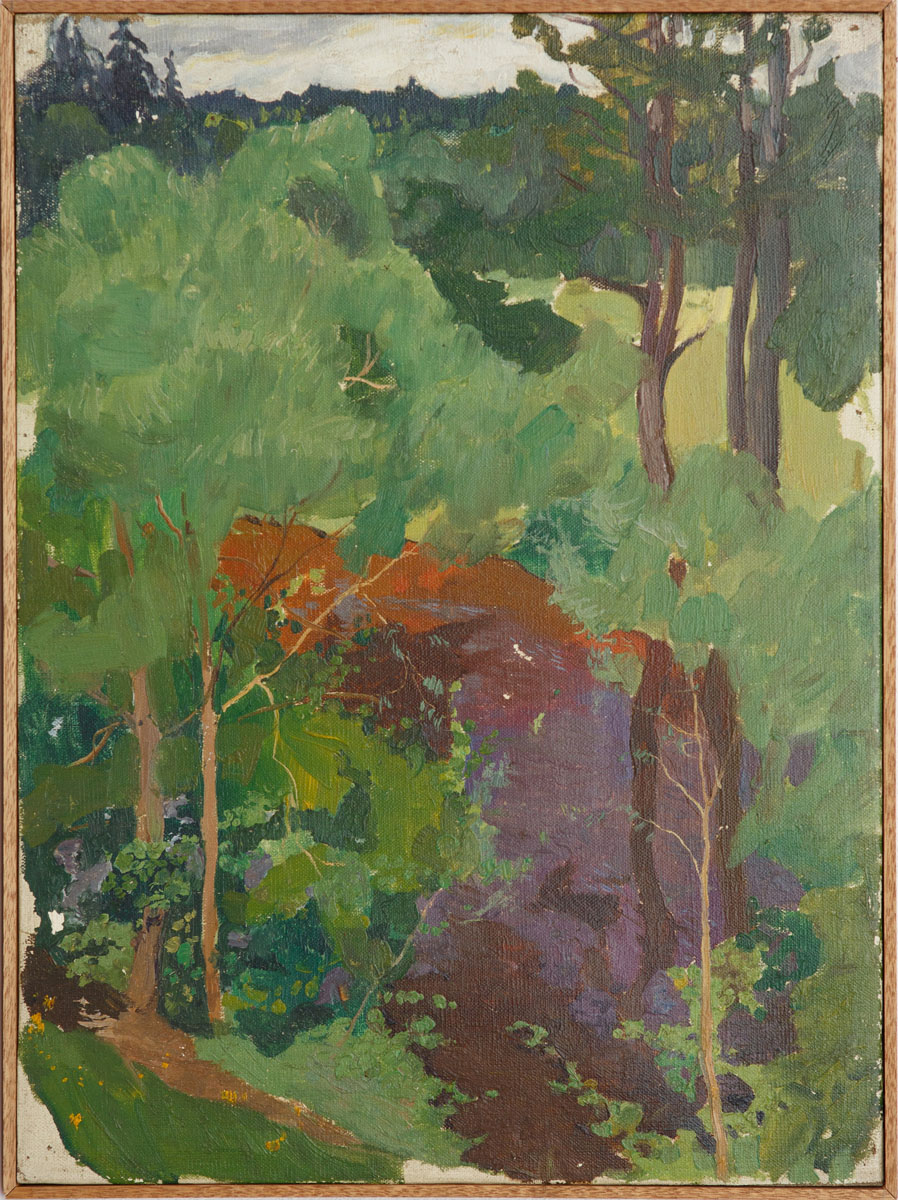
Laghetto nel bosco (1905)
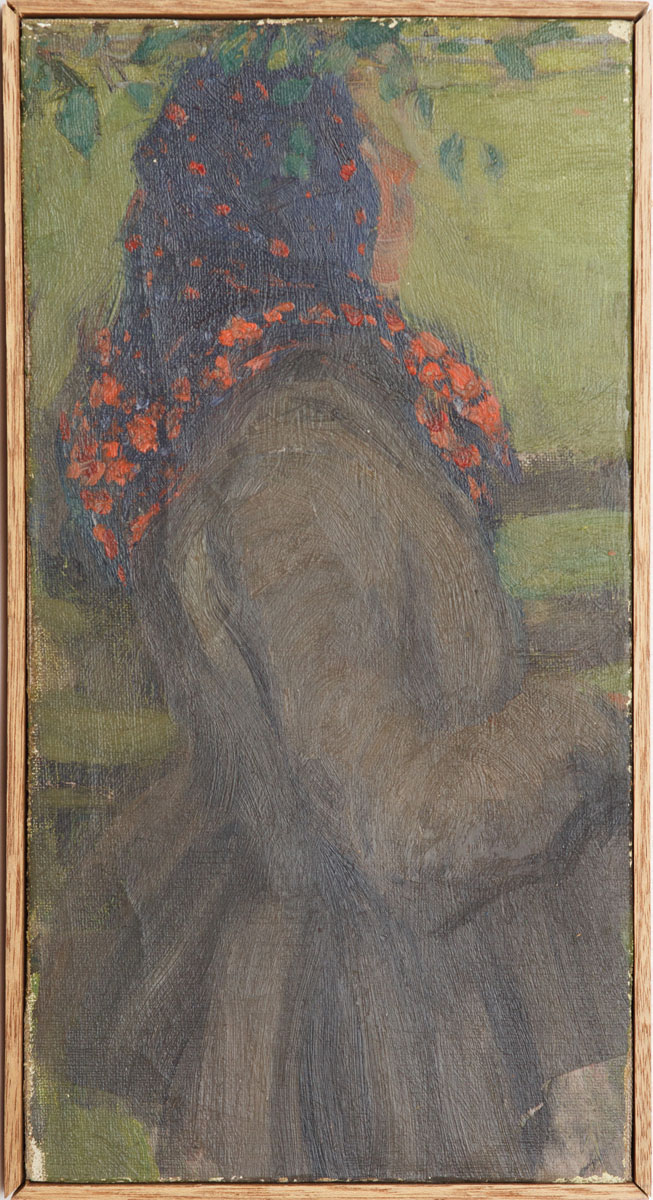
Contadina (1912)